# Slow jam
Nella sua accezione più comune, una slow jam è un tipo di brano lento con influenze rhythm and blues e soul. Stando a Urban Dictionary, la slow jam sarebbe invece un tipo di spoken word sociopolitico eseguito con un accompagnamento musicale.

## Storia
Il termine slow jam è apparso nell'inglese scritto per la prima volta in un articolo del Chicago Defender del 1961. I Midnight Star intitolarono un loro brano Slow Jam, tratto dal loro album del 1983 No Parking on the Dance Floor. Alcune riviste hanno pubblicato diverse classifiche delle migliori tracce slow jam.